# Ice Station Zebra
Ice Station Zebra, conocida en español como Estación Polar Cebra, es una película de drama-acción del año 1968, dirigida por John Sturges, la cual está basada en la novela de 1963 del mismo nombre, escrita por Alistair MacLean. Fue nominada a los Premios de la Academia por Mejor Cinematografía y en la categoría de los efectos especiales.

## Sinopsis
El Comandante de la Marina estadounidense James Ferraday (Rock Hudson), asignado en Escocia, recibe órdenes del almirante Garvey para que lleve su submarino nuclear a una estación meteorológica del Polo Norte británico llamada Estación Polar Cebra. La misión de Ferraday, la cual no conoce todavía, es recuperar una cápsula de un satélite espacial en suelo ruso, que contiene fotografías de reconocimiento de todos los emplazamientos de misiles de los Estados Unidos y Rusia. También van a bordo del submarino dos agentes británicos, David Jones (Patrick McGoohan) y Boris Vaslov (Ernest Borgnine), este último un desertor comunista, y dos oficiales de la marina estadounidense, el Teniente Russell Walker (Tony Bill) y el Capitán Leslie Anders (Jim Brown). 
En la ruta, el buque es saboteado y casi excede su profundidad de implosión antes de que la tripulación pueda reparar el daño y recuperar la profundidad normal. Las sospechas de Ferraday de que Vaslov es el responsable son rechazadas por Jones, quien da fe de la lealtad de su socio y, en cambio, acusa a Anders del sabotaje. Una vez que el submarino llega a la Estación Polar Cebra, un grupo de búsqueda sólo encuentra edificios destruidos por el fuego y los cadáveres congelados del personal de la base. Mientras la búsqueda de la cápsula comienza, Ferraday se da cuenta en el radar del submarino que los aviones rusos se están aproximando. A Jones lo dejan inconsciente y se recupera y encuentra a Anders y Vaslov peleando; suponiendo que Anders es el espía, Jones lo mata. Más tarde, cuando se recupera la cápsula, los paracaidistas rusos bajo el mando del Coronel Ostrovsky (Alf Kjellin) aterrizan en el área. Vaslov ahora revela su naturaleza traidora tratando de entregarles la cápsula a los rusos, pero Jones lanza a Vaslov contra un bloque de hielo y lo estrangula. Aunque Ferraday es obligado a renunciar a la cápsula, él la destruye mientras los rusos la están levantando con los aviones de rescate. Con las fotografías perdidas para ambas partes, Ferraday y Ostrovsky se ponen de acuerdo en que el incidente se publicará como un ejemplo de la cooperación amistosa entre dos grandes naciones.

## Reparto
- Rock Hudson como Comandante James Ferraday.
- Ernest Borgnine como Boris Vaslov.
- Patrick McGoohan como David Jones.
- Jim Brown como Capitán Leslie Anders.
- Tony Bill como 1.er Teniente Russell Walker.
- Lloyd Nolan como Almirante Garvey.
- Alf Kjellin como Coronel Ostrovsky.
- Gerald S. O'Loughlin como Capitán de Corbeta Bob Raeburn.
- Ted Hartley como Teniente Jonathan Hansen.